# فيران ماتيتش

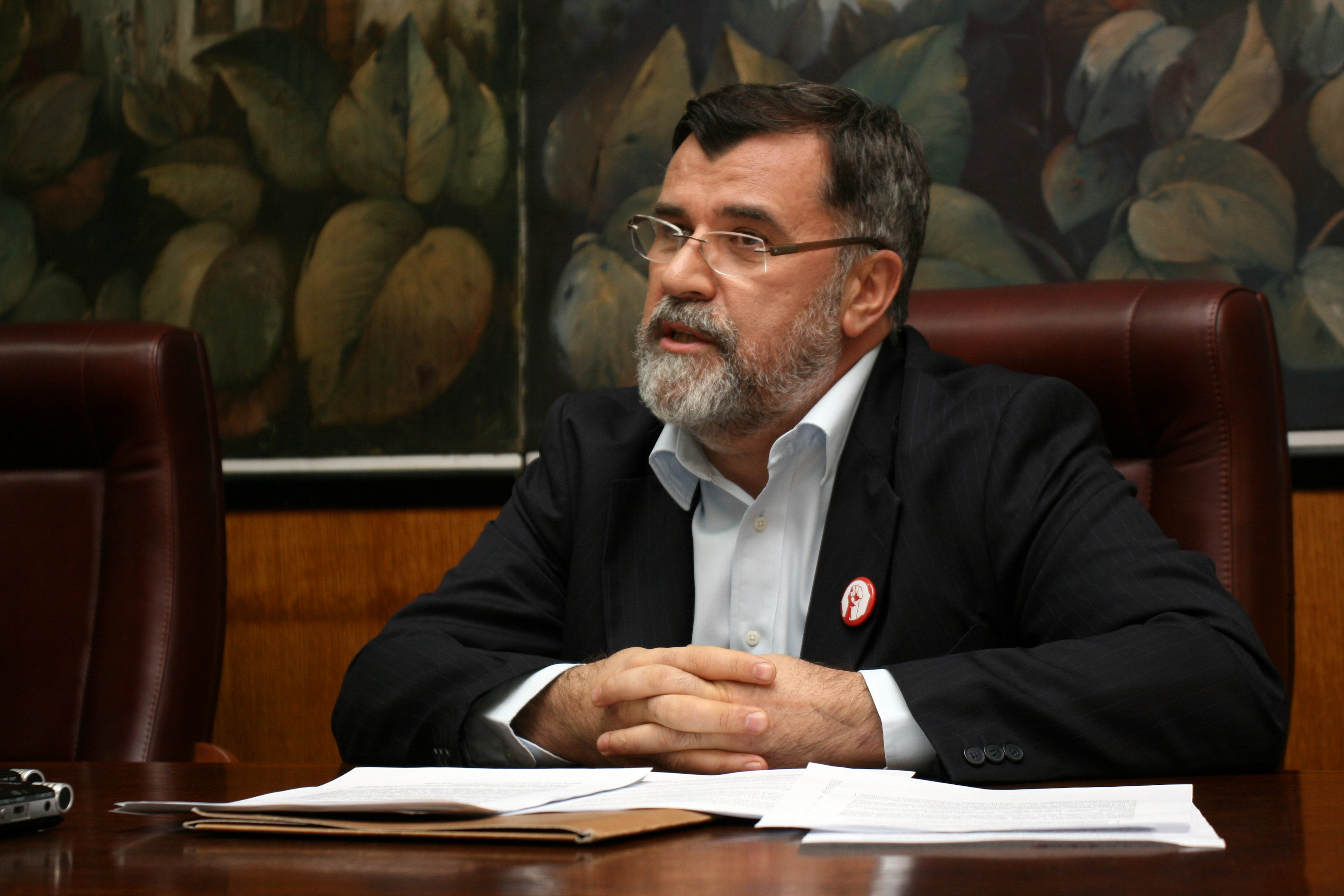
فيران ماتيتش

فيران ماتيتش (بالصربية: Веран Матић)‏ (الصربية اللاتينية Veran Matić) رئيس التحرير المكلف لمحطة إذاعة وقناة التلفزيون البلغرادية الرائدة راديو ب92 (تلفزيون ب92 [الإنجليزية])، والتي تشمل على محطة اذاعية، قناة تلفزيونية، خدمات على صفحة شبكة المعلوماتية، النشاطات الثقافية والتحريرية، والمركز الثقافي ريكس (REX).
ولد في العام 1962 في شاباتس، صربيا، درس الادب العالمي في كلية اللغات في جامعة بلغراد.
- رئيس مجلس إدارة مؤسسة ب92
- نائب رئيس جمعية المدراء الصربية
- عضو مجلس إدارة مؤسسة الاتصالات الصربية (تيلينور)
- عضو مجلس إدارة مركز تكامل الشباب
- عضو مجلس إدارة غرفة التجارة الصربية
- منسق صربيا لسيمو (SEEMO)
- عضو مجلس (ASAE) - جمعية التواصل التجاري الصربية
- رئيس ومؤسس لجنة التحقيق في اغتيال الصحفيين (2013)، والتي تهدف إلى كشف الحقائق حول مقتل ثلاث صحفيين في صربيا في السنوات العشرين الماضية.

لمدة عشر سنوات، شغل منصب رئيس رابطة الاعلام الإلكتروني المستقل (ANEM) والتي تضم حاليا حوالي ثمانين محطة اذاعية وتلفزيونية محلية مستقلة في جميع انحاء البلاد.

## السيرة المهنية
فيران ماتيتش يمارس العمل الصحفي في وسائل الاعلام الشبابية والبديلة في بلغراد، زاغرب، وليوبيانا منذ العام 1984. بدء حياته المهنية في إذاعة الشباب - برنامج نبض القلب - والذي تم اذاعته في إذاعة ستوديو بي، وكمراسل لإذاعة 101 في كرواتيا، والتي كانت من أهم المحطات الاذاعية في يوغسلافيا السابقة، وكذلك إذاعة الطلاب في سلوفينيا والدورية الاسبوعية الشباب، والتي كانت الأكثر انتشارا في أوروبا الشرقية آنذاك. في ايار 1989 اسس إذاعة ب92 - المحطة الاذاعية المستقلة الأولى في صربيا – وتولى تحريرها وإدارة المقابلات اليومية التي دارت مع المنشقين البارزين، نشطاء حقوق الإنسان، وضحايا الاضطهاد في ارجاء البلاد والعالم. حيث كان ذلك البرنامج القوة الدافعة لاعمال الاحتجاج والأحداث الأخرى المختلفة. كما حرر وقدم برنامج المدينة الفاضلة الذي تناول كشف كل الممنوعات التي كانت في الماضي القريب والبعيد في يوغسلافيا.
باعتباره رئيس إذاعة ب92، فقد بنى ثقة متبادلة مع شركات أخرى مستقلة، مثل الجريدة اليومية النضال (بوربا)، واليوم (داناس)، ن تي في ستوديو ب، والمجلة الاسبوعية الزمان (فريما). وبعد ذلك اسس شبكة من المحطات الاذاعية والتلفزيونية المستقلة، ليؤسس في نهاية المطاف فكرة التقارب بين محطات الإذاعة والتلفزيون وشبكات المعلوماتية لدوائر الاعلام.
لقد تم حظر عمل المحطة أربع مرات، لكنها تمكنت من مواصلة بثها إلى تلك اللحظة التي اتخذ قرار السيطرة والاستيلاء عليها بشكل غير قانوني من قبل مجموعة مرتبطة ارتباطا وثيقا مع الأجهزة الحاكمة في نيسان من العام 1999. ففي 24 من شهر اذار 1999، وقبل ساعات قليلة من بدء قصف حلف الناتو، تم حظر الإذاعة مرة أخرى والقي القبض على السيد ماتيتش واعتقاله لفترة قصيرة. ولكن على الرغم من الحظر، واصلت محطة بث برامجها عبر شبكة المعلوماتية حتى لحظة الاستيلاء عليها.
يعود الفضل اليه في إنشاء إذاعة ب92 والمراكز العديدة بجانبها مثل:
- مركز شبكة المعلوماتية - الشبكة المفتوحة (OpenNet)، أول مجهز لخدمة المعلوماتية في البلاد.
- دار النشر الخاصة ب92 – نشر الأعمال الادبية والعديد من العناوين، بما في ذلك الكتب التي تتناول البحث في حروب يوغوسلافيا السابقة، وكذلك مسألة حقوق الأقليات، ونشر ثلاث مجلات.
- المركز الثقافي ريكس (REX)، حيث تقام العروض والتطورات داخل المشهد الثقافي البديل والتقدمي.
- إنتاج الأفلام والفيديو، فاز بالعديد من الجوائز الوطنية والدولية.
- إنتاج الأقراص المضغوطة التي تروج الفنانين الشباب الواعدين في صربيا.

في خلال العام 2000، انشئ وادار، بكل تأكييد، واحد من أكبر مشاريع الربط الشبكي في المنطقة – وذلك بهدف العمل على عدم حظر بث ب92. وبفضل مساعدة شركائه في رومانيا والبوسنة والهرسك، اسس ماتيتش شبكة غطت معظم أجزاء صربيا، لتقدم كل ما بوسعها لضمان تقديم الاخبار بصورة موضوعية للمواطنين وخاصة عن الزحف الجماهيري ضد النظام في بلغراد، حيث ساهمت تلك الشبكة في التغير الهادئ للحكومة. وبهذا الطريقة، فقد ولد تلفزيون ب92 ، وبث أول برامجه عبر البث الفضائي والشبكة الإقليمية، وبثه الأول في بلغراد نفسها في 5 تشرين الأول من العام 2000.
بعد التغييرات الديمقراطية، واصلت إذاعة وتلفزيون ب92 تطويرها كصحافة مهنية مستقلة.
- في ايلول من العام 2000، نضمت الـب92 مؤتمرا حول وسائل الاعلام الإلكترونية بالتعاون مع المجلس الاوربي، وتحت عنوان "وسائل الاعلام لاوربا الديمقراطية".
- في ايار من العام 2001، نظم تلفزيون ب92 مؤتمرا حول مسألة «الحقيقة، والمسؤولية والمصالحة» وتحت عنوان "في البحث عن الحقيقة والمسؤولية – نحو المستقبل الديمقراطي".
- في شباط من العام 2002، نظم تلفزيون ب92 مؤتمرا دوليا في بلغراد، وبالتعاون مع مركز الدعوة المناهضة للحرب، حول فتح ملفات الشرطة السرية.
- مشارك، واحد المتحدثيين في: link
- منظم مؤتمر: مكتب الممثل لحرية الاعلام وبعثة منظمة الأمن والتعاون الاوربية (OEBS) في البوسنة والهرسك.
- كان المتحدث الرئيسي في المؤتمر الذي عقد في بروكسل عام 2011، والذي تم تنظيمة سوية من قبل المفوضية الاوربية والمجلس الاوربي والبرلمان الاوربي.

ان المسؤولية الاجتماعية كانت دائما في صميم عمل الـب92، وعليه فقد قام فيران ماتيتش بتطوير الـب92 كدار اعلام ذات مسؤولية اجتماعية وبدء بسلسلة من الإجراءات الاجتماعية والإنسانية على نطاق واسع ومهم، ومنها ما يلي:
- التبرع بالدم [4]
- التبرع بالأعضاء
- زيادة رصيد مصارف المانحين لنخاع العظم.[5]
- حملة كبيرة للوقاية من سرطان الثدي عن طريق جمع الأموال وشراء أول جهاز متنقل لفحص الثدي بالأشعة الرقمية والذي يؤمن الفحص لكل النساء اللواتي يسكن صربيا ولديم أكثر من 45 عاما.[6][7]
- بناء ملاجئ لضحايا العنف المنزلي، حيث تم إلى حتى الآن بناء خمسة منازل واثنين جديدة قيد الإنشاء.[8][9][10]
- في أواخر العام 2009، أطلقت حملة كبير باسم «الغذاء للجميع» لمساعدة المطابخ العامة لتوفير الطعام للجياع في صربيا (جمع الغذاء بقيمة أكثر من مليون يورو).[11][12][13]
- الغذاء للإقليم، حملة لجمع المواد الغذائية للسكان الفقراء في اقليم كوسوفو، فضلا عن تقديم المساعدة بتوفير المعدات للازمة للسكان لاعداد الطعام بانفسهم، (الجائزة الكبرى للرعاية التي يمنحها البرلمان الأوروبي...)
- "المعركة من أجل الأطفال" - الحملة الإنسانية لجمع الأموال لشراء 100 حاضنة للمؤسسات الصحية في صربيا، حيث تم جمع ضعف ما كان مطلوبا- أكثر من مليوني يورو - وعليه فقد تم شراء 207 حاضنة.[14]

معركة من أجل مستشفيات الولادة، الحملة التي سعت إلى تجهيز جميع المعدات لجميع مستشفيات الولادة 52 بالكامل في صربيا. حيث تم جمع أكثر من مليون يورو ونصف.
معركة قسم الطوارئ، جمع الأموال اللازمة لتوفير المعدات الناقصة، بقيمة نصف مليون يورو.
ان حملة ومعركة من أجل الأطفال نالت العديد من المديح الدولي من قبل عالم الدعاية والأنشطة الإنسانية (كريستا نيويورك؛ الجائزة الأوروبية الفضية لمهرجان للإبداع؛ الجائزة الكبرى للرعاية التي يمنحها البرلمان الأوروبي؛ مهرجان كان للابداع؛ الدرهم الفضي 2 في بورتوروز، البرونزية في المهرجان الدولي للإعلان في موسكو، هامرز الفضية 2 في لاتيفيا...)
حول الطريقة التي أسس وقاد بها الب92 فقد اصدر كتبا بعنوان:
- هذه صربيا تنادي، للكاتب ماثيو كولين، بالطبعة البريطانية
- أو راديو كاريلا
- في الولايات المتحدة الأمريكية وبريطانيا، وإضافة إلى عدد من الطبعات في أمريكا، فقد تم ترجمة راديو كاريلا في ماليزيا والبرازيل. وفي صربيا، وتم اعداد سيناريو لفليم.
- في صربيا صدر كتاب «تموج صربيا» دوشان ماشيتش

ان دار وسائل الاعلام الـب92 وصندوق الـب92 تشكل مبادرة اعلامية اجتماعية وإنسانية مسؤولة. انها مشروع إعلامي يمكن وسائل الإعلام من التدخل بصورة مباشرة في المحيط الاجتماعي العام عن طريق التقارير والتحقيقات التي تنشر حول مشاكل المجتمع.

## الجوائز
فيران ماتيتش حاصل على عدد من الجوائز الدولية القيمة لإنجازاته خلال العشرين سنة الماضية، ومن اهمها التالي:
- 1993 - الجائزة الدولية لحرية الصحافة (لجنة حماية الصحفيين، ومقرها في نيويورك).
- 1998 - جائزة "سعفة أولوف للصندوق التذكاري" والتي فاز بها للصحافة المهنية جنبا إلى جنب مع فيكتور ايفانجيتش - رئيس تحرير الدورية الأسبوعية الكرواتية المستقلة "فيرال تريبيون" - ومع سيناد بيجانين - رئيس تحرير الدورية الأسبوعية السرايفولية "داني.
- 1998 - حصل على جائزة حرر عقلك في ميلانو – الجائزة المشهورة لتلفزيون ام تي في (MTV) - واستلمها مباشرة من قبل مايكل ستايبا والأعضاء الاخرين لفريق ار أي ام (REM). علما بأنه تلك الجائزة قد حصلت عليها قبل الب92 مجموعة السلام الأخضر ومنظمة العفو الدولي.
- 1999 - في الاجتماع السنوي للمنتدى الاقتصادي العالمي لذالك العام، تم تسميته كواحد من بين مئة شخصية رائدة في المستقبل (GLT – القادة العالميين للغد).
- 1999 - جائزة من مدرسة أننبرغ للصحافة في جامعة كاليفورنيا للشجاعة الصحفية (USC مدرسة اننبرغ للاتصالات)
- 1999 - جائزة منظمة العدالة الاجتماعية الأطفال الذين يوحدون الامم (جائزة العدالة الاجتماعية الأطفال يوحدون العالم)
- 1999 - جائزة إلاريا ألبي، مكرسة لذكرى مراسل تي جي 3 (TG3) الراي (Rai) الذي قضى نحبه في ظروف غامضة في مقديشو.
- انتخبه المعهد الدولي للصحافة كأحد الأبطال الخمسين لحرية الصحافة في فترة ما بعد الحرب العالمية الثانية (المعهد الدولي للصحافة – IPI، ابطال حرية الصحافة العالمية).
- 2004 - جائزة مدينة بلغراد للصحافة للعام 2003، وذلك للالتزام الثابت والاتزان والموضوعية في تقديم الاخبار، واحترام حقوق الإنسان والحقوق المدنية.
- 2009 - فيران ماتيتش، الرئيس التنفيذي لـب92 – نال شرف نيل اعلى وسام فرنسي - وسام جوقة الشرف من رتبة فارس - وذلك لدوره البارز في المعركة التي قادها ويقودا على راس الـب92 من اجل حرية الصحافة. اقراء:

مرسوم منح وسام جوقة الشرف 
- 2011 – جائزة دعم المشاريع الأكثر ابتكارا «الغذاء من أجل الإقليم».
- 2011 - مرحبا صربيا! شخصية العام 2011 – تم تسمية السيد ماتيتش كأثر شخصية إنسانية في ذلك العام، وحسب تصويت قراء الدورية الأسبوعية «مرحبا» (Hello)، فقد حل في المقام الأول وذلك لجهوده الإنسانية في حملة «المعركة من أجل الأطفال،» والتي تهدف إلى جمع الأموال لشراء 180 حاضنة للمؤسسات الصحية في صربيا. والحملة ما زالت جارية.[16]
- 2011 – اعلنته مجلة الرجال (MEN) كرجل العام في فئة الرجال الخارقين، وذلك لمساهماته في الحملة الإنسانية «المعركة من أجل الأطفال،» وذلك اعتمادا على أن السيد ماتيتش «رمزا حيا للعمل من اجل إنقاذ الأطفال الخدج وتجهيز الحاضنات الضرورية لكل مستشفيات الولادة في صربيا».
- 2012 – القائد السنوي.
- 2012 - حصلت الـب92 على جائزة نيكا الذهبية لأفضل تقرير تجاري ضمن اطار حملة «معركة من اجل الأطفال» في المهرجان الدولي للتقارير انترفير في اباتين (Apatin). ووفقا لهيئة التحكيم، فقد شجعت هذ الحملة الكثير، وفي اقل من عام، على المشاركة في شراء أكثر من 200 حاضنة للاطفال الخدج.
- 2012 – لقد تم منح فيران ماتيتش جائزة الفارس الصحفي لإنجازاته واسهامه الكبير في تطوير التلفزيون والصحافة الاستقصائية في صربيا.
- 2013- منح فيران ماتيتش وسام الدولة (سريتينسكي) من الدرجة الثالثة – واحد من اعلى الاوسمة في الدولة - وذلك لدوره في الحملة الإنسانية والاجتماعية «المعركة من اجل الأطفال» والتي ساهمت في فائدة الصالح العام لمواطني جمهورية صربيا.[17]

ان قائمة الجوائز التي حلت عليه الـب92، كدار اعلام، متوفرة على الرابط.

## الإصدارات
- شارك في تحرير الكتاب مع ديان ايليتش «الحقيقة، المسؤلية، والمصالحة: امثلة من صربي» (شارك في الكتابة والتحرير: ديان ايليتش وفيران ماتيتش)

[بلغراد: دار الإصدار الخاص لـب92، 2000]
- شارك في تأليف كتاب: تشكيل مجتمع المحطات، حرره دوغلاس شولر وبيتر داي – ضمن الفصل الثامن بعنوان، المحطات المدنية في البيئة المعادية: تجربة من يوغوسلافيا السابقة.
- وقد نشرت مقالات فيران ماتيتش في الصحف التالية: صحيفة النيويورك تايمز، استعراض النيويورك للكتاب الجديد، ووول ستريت جورنال، إندكس على الرقابة، فرانكفورتر ألجيماينه تسايتونج، لوموند، والأمة، واليوروزاين، وأخرى كثيرة.[21]

## الإنجازات الأخرى
من بين المؤتمرات التي حظرها فيران ماتيتش، كان متحدثا في ما يلي:
- المؤتمر الاوربي: الصراع والهوية والثقافة، EFTSC، لندن، تموز 1994؛
- الدبلوماسية الواقعية: ثورة الاتصالات العالمية وإدارة الصراعات، معهد الأمريكي للسلام، واشنطن العاصمة، نيسان 1997؛
- وسائل الإعلام في خدمة الحياة: حماية المدنيين في الصراعات، المركز الدولي للتغطية الاحداث الإنسانية، بوسطن، نيسان 1997؛
- التقاليد وانتقالية الصحافة المعلموماتية، مندى الحرية، منتدى الإعلام الأوروبي، لندن، ايار 1997؛
- سلسلة مؤتمرات كانتيكنتي "Cantigny": ثورة المعلومات وأثرها على قوة بعض الامم، مؤسسة ماكورميك تريبيون ومركز الدراسات الإستراتيجية والدولية، ايلول 1997؛
- البث في مناطق النزاع، المعهد الأمريكي للسلام، وصوت أمريكا، واشنطن، تشرين الأول 1997؛
- الاعمار المستقبلي الاوربي، التي نظمها الحزب الديمقراطي الليبرالي والجماعة الإصلاحية التابع للجمعية البرلمانية لمجلس أوروبا في بادن، ألمانيا، 23-24 كانون الثاني، 1999؛
- 1999 - المؤتمر السنوي للدراسات الدولية، واشنطن العاصمة، شباط 1999؛
- المؤتمر الأول لمنظمة الأمن والتعاون 2011 حول وسائل الإعلام، 13-14 تشرين الأول، 2011، سراييفو، البوسنة والهرسك، التي نظمها مكتب منظمة الأمن والتعاون لحرية الإعلام وبعثة المنظمة في البوسنة والهرسك.

## روابط خارجية
- فيران ماتيتش على موقع IMDb (الإنجليزية)
- فيران ماتيتش على موقع قاعدة بيانات الفيلم (الإنجليزية)